# Usnje
Usnje je ustrojena živalska koža. Uporablja se za izdelavo oblačil in obutve, v industriji pohištva, za izdelavo glasbenih instrumentov.

## Izdelovanje usnja
Celoten postopek pri izdelovanju usnja se deli na tri glavne faze:
- Pripravljalna dela
  - namakanje
  - luženje
  - cepljenje
  - odbiranje (po kvaliteti)
- strojenje
  - vegetabilno strojenje
  - mineralno strojenje
  - semiš strojenje
  - kombinirano strojenje
  - galunsko strojenje
- Dovrševalna dela
  - izpiranje
  - maščenje
  - sušenje
  - struženje in brušenje
  - valjanje
  - obrezovanje
  - barvanje
  - sortiranje
  - skladiščenje